# Рейнольдс, Кевин (режиссёр)
Кевин Хол Рейнольдс (англ. Kevin Hal Reynolds; род. 17 января 1952 года, Уэйко, Техас, США) — американский кинорежиссёр и сценарист.

## Ранняя жизнь
Кевин Рейнольдс родился в Уэйко, Техас, в семье бывшего президента Бейлорского университета Герберта Х. Рейнольдса.

## Карьера
Кевин работал над сценарием хита о холодной войне «Красный рассвет» в 1984 году и в качестве режиссёра фильма «Фанданго», продюсером которого был Стивен Спилберг, в 1985 году.
С «Фанданго» началась и давняя дружба Рейнольдса с Кевином Костнером, тогда ещё малоизвестным актёром. Именно Рейнольдс посоветовал Костнеру снять эпический фильм «Танцующий с волками» (1990). В сценах охоты на бизонов Рейнольдс выступил как второй режиссёр, хотя не был указан в титрах. Затем они снова встретились на фильме «Робин Гуд: Принц воров» (1991), где теперь уже Костнер занимал кресло второго режиссёра. Позже Костнер стал продюсером фильма Рейнольдса «Рапа Нуи».
Костнер привлёк Рейнольдса к съёмкам постапокалиптического фильма «Водный мир» (1995), однако проблемы производства фильма стали причиной конфликта между ними. Рейнольдс покинул проект к финалу постпродакшна, оставив звезде-продюсеру Костнеру наблюдать за завершением монтажа. Два друга перестали разговаривать; огласку получила фраза Рейнольдса: «Кевин должен сниматься только в тех фильмах, которые ставит сам. Тогда он может работать с его любимым актёром и режиссёром». Позже Рейнольдс и Костнер воссоединились, чтобы записать комментарии для специального издания DVD «Робин Гуд: Принц воров».
В дальнейшем Рейнольдс снял драматический триллер «187» (1997), который дал Сэмюэлу Л. Джексону его первую главную роль в фильме. Из последних работ можно назвать две экранизации: «Граф Монте-Кристо» 2002 года и «Тристан и Изольда» 2006 года.
Рейнольдс снова снял Костнера в 2012 году в мини-сериале на History Channel «Хэтфилды и Маккои». Серии были номинированы на 16 премий «Эмми», в том числе за режиссуру Рейнольдса.

## Фильмография

### Режиссёр
- 1985 — Фанданго / Fandango
- 1988 — Зверь  / The Beast
- 1991 — Робин Гуд: Принц воров / Robin Hood: Prince of Thieves
- 1994 — Рапа Нуи / Rapa-Nui
- 1995 — Водный мир / Waterworld
- 1997 — 187 / One Eight Seven
- 2002 — Граф Монте-Кристо / The Count of Monte Cristo
- 2006 — Тристан и Изольда / Tristan & Isolde
- 2012 — Хэтфилды и Маккои / Hatfields & McCoys
- 2016 — Восставший / Risen

### Сценарист
- 1984 — Красный рассвет / Red Dawn